# Monobenzon
Monobenzon is de benzylether van hydrochinon. Het is een wit, bijna smaakloos kristallijn poeder, dat vrijwel niet oplosbaar is in water.
Monobenzon is een krachtig depigmentatiemiddel. Als het op de huid wordt aangebracht zou het de afbraak van melanocyten veroorzaken, met als gevolg een verlies van melanine en een permanente depigmentatie van de huid na een periode van een tot vier maanden.
Het middel Benoquin op basis van monobenzon wordt gebruikt om de huid definitief te bleken bij uitgebreide vorm van vitiligo die meer dan 50% van het lichaamsoppervlak bestrijkt.
Na de dood van Michael Jackson kwam aan het licht dat hij Benoquin had gebruikt om zijn huid te bleken.